# Albana Gashi
Albana Gashi (* 22. Mai 1985 in Suva Reka, SFR Jugoslawien, heute Kosovo) ist eine kosovarische Politikerin der Bürgerrechtsbewegung Vetëvendosje!. Von 2011 bis 2014 war Gashi eine der vierzehn Abgeordneten dieser Partei im Parlament der Republik Kosovo.

## Berufliche Laufbahn
Albana Gashi arbeitete zunächst zwischen 2007 und 2008 als Lehrerin an der Grundschule Naum Veqilharxhi in Llapashtica, Gemeinde Podujeva. Danach tätigte sie bis 2010 ihre Studien an der Pädagogischen Fakultät der Universität Pristina. Im genau gleichen Zeitraum arbeitete sie zudem als Lehrerin an der Mittelschule Jeta E Re in ihrem Geburtsort Suhareka. Während der Parlamentswahlen im Kosovo 2010/2011 wurde sie ins Parlament Kosovos gewählt.